# Tetjana Kononenko
Tetjana Kononenko (ukrainisch Тетяна Сергіївна Кононенко; FIDE-Schreibweise Tatiana Kononenko; * 5. Dezember 1978 in Kramatorsk)
ist eine ukrainische Schachspielerin und seit 1998 Großmeister der Frauen (WGM). Seit 2006 trägt sie den Titel Internationaler Meister (IM).

## Schach

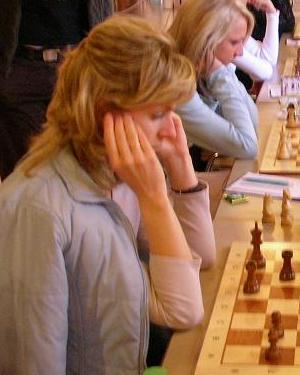
Tetjana Kononenko, Braunfels 2006.

In den Jahren 1995 bis 1997 vertrat sie fünf Mal die Ukraine bei Jugend-Europameisterschaften der Mädchen und gewann zwei Silbermedaillen: Verdun 1995 (unter 18 Jahre) und Tapolca 1996 (unter 20 Jahre). Im Jahre 1997 bei der Jugendeuropameisterschaft U20 weiblich in Tallinn in Estland wurde sie Vierte. Im Jahr 1998 gewann sie in Kiew die ukrainische Jugendmeisterschaft U20 weiblich vor Anna Zozulia. Im Jahre 1999 belegte sie den dritten Platz (vor Nina Sirotkina und Rachil Ejdelson) im Großmeisterturnier der Frauen in Sankt Petersburg.
Sie spielte in der Nationalmannschaft der Ukraine bei der Mannschaftseuropameisterschaft der Frauen 1999 in Batumi, Ukraine errang den vierten Platz.
Anno 2001 wurde sie in Kramatorsk Vizemeisterin bei der Frauenmeisterschaft der Ukraine, hinter Anna Zatonskih und vor Inna Gaponenko. Hiermit qualifizierte sie sich für die Schachweltmeisterschaft der Frauen 2001 in Moskau. In der ersten Runde der Weltmeisterschaft verlor sie gegen Svetlana Petrenko.
Im Jahre 2002 gewann sie in Antalya die Silbermedaille bei der Europameisterschaft der Frauen im Blitzschach. 2003 wurde sie Zweite hinter Irina Sudakowa, und im Jahr 2004 Zweite hinter Jelena Dembo beim Bykova Gedenkturnier in Wladimir.
Im Jahre 2006 qualifizierte sie sich zum zweiten Mal für die Weltmeisterschaft der Frauen, wobei sie in der ersten Runde gegen Iweta Rajlich verlor.
Anno 2007 spielte sie mehrere Turniere, mit guten Ergebnissen mal vor und mal hinter Wladimir Jepischin.
Mit ihrer höchsten Elo-Zahl von 2442 belegte sie im Juli 2005 den 25. Platz auf der Weltrangliste der Frauen und den dritten Platz der ukrainischen Spielerinnen, nach Kateryna Lahno und Natalja Schukowa.
In der ersten Schachbundesliga der Frauen spielte sie von 2004 bis 2015 für den USV Volksbank Halle (bis 2006 USV Halle), mit dem sie 2007 und 2010 deutsche Mannschaftsmeisterin der Frauen wurde. In der ukrainischen Mannschaftsmeisterschaft spielte sie 1999 für die Grandmaster School Kiew, 2000 und 2002 für eine Frauenauswahl des Momot Chess Club Donezk. Am European Club Cup der Frauen nahm sie fünfmal teil, außer für ihre ukrainischen Vereine und den USV Volksbank Halle auch für den ŠK Jugovice Kac. In der Mannschaftswertung erreichte sie 1999 mit Kiew und 2000 mit Donezk den dritten Platz, in der Einzelwertung gelang ihr 1999 das beste Ergebnis am zweiten Brett, 2000 das drittbeste Ergebnis am zweiten Brett und 2002 das zweitbeste Ergebnis am ersten Brett.
Kononenko wurde 1995 zur FIDE-Meisterin der Frauen (WFM) ernannt, 1997 zur Internationalen Meisterin der Frauen (WIM), 1998 zur Großmeister der Frauen (WGM) und 2006 zum Internationalen Meister (IM). Die erforderlichen IM-Normen hatte sie bei Open-Turnieren im August 2004 in Solsona (Lleida), im Oktober 2004 in Le Touquet-Paris-Plage und im September 2005 in Parla erreicht, eine weitere Norm gelang ihr im Januar 2006 in Sevilla.